# Научно-исследовательский институт измерительных приборов — Новосибирский завод имени Коминтерна
Научно-исследовательский институт измерительных приборов — Новосибирский завод имени Коминтерна (АО «НПО НИИИП-НЗиК») — одно из крупнейших предприятий радиотехнической отрасли России.

## История предприятия
История предприятия связана с образованием в Санкт-Петербурге в 1910—1913 годах на базе Кронштадтской радиотелеграфной мастерской так называемого Радиотелеграфного депо Морского ведомства, территориально объединившего мастерскую, склад и лабораторию. В 1915 году предприятие получило официальное название «Радиотелеграфный завод Морского ведомства».
В 1922 году название было изменено на «Радиотелеграфный завод им. Коминтерна», а в 1941 году предприятие было эвакуировано в город Новосибирск по решению Государственного Комитета Обороны.
Входит в состав АО «Концерн ВКО „Алмаз — Антей“».
7 декабря 2010 года ОАО «Научно-исследовательский институт измерительных приборов» присоединилось к ОАО «Новосибирский завод имени Коминтерна» (реорганизация в форме присоединения). Объединённые НИИ и завод изменили название на ОАО «НПО НИИИП-НЗиК».
Оба предприятия, НИИ и завод, расположены в Новосибирске.

## Сотрудники

### Руководство
1969—1980 — Саженюк, Анатолий Емельянович.

## Гражданская продукция
- Устройства защиты кранов от ЛЭП, ограничители грузоподъемности для мостовых и козловых кранов.
- Промышленные роботы. Универсальные 6-осевые промышленные роботы-манипуляторы грузоподъёмностью 5/15/30/60/200 кг для автоматизации производств предприятий, а также робототехнических технологических комплексов (РТК) на их основе.
- Геофизическое оборудование. Аппаратура малоглубинного исследования грунта методом электромагнитного частотного зондирования НЕМФИС Про/ NEMFIS Pro (от англ. Near surface ElectroMagnetic Frequency Imaging Scanner) позволяет проводить исследования грунтов без нарушения покрова на глубине до 10 м, в том числе с автоматической привязкой точки измерения к GPS/ГЛОНАСС координатам.
- Медицинская техника.

## Санкции
26 декабря 2016 года предприятие попало под санкции США так как завод действует «в противоречие интересам США в области национальной безопасности и внешней политики.